# Cécile Decugis
Pour les articles homonymes, voir Decugis.
Cécile Decugis est une monteuse et réalisatrice française, née le 15 mai 1930 à Marseille et morte le 11 juin 2017 à Boulogne-Billancourt,.

## Biographie
Dans les années 1950, Cécile Decugis participe, aux côtés de  René Vautier au soutien à la lutte pour l'indépendance algérienne, et réalise en 1957 Les Réfugiés, court métrage sur les déplacements de population vers la Tunisie.
Parallèlement, elle monte les premiers courts et longs métrages de François Truffaut et Jean-Luc Godard. 
Le 9 mars 1960, alors qu'elle commençait à travailler avec Truffaut sur Tirez sur le pianiste, Cécile Decugis est arrêtée à Paris. Condamnée à cinq ans de prison, pour avoir loué un appartement à des militants du FLN, elle passe deux ans à la prison de la Roquette, période au cours de laquelle François Truffaut lui apporte une aide financière.
À la fin des années 1960, Cécile Decugis devient, pour une quinzaine d'années, la monteuse attitrée d'Éric Rohmer.
Elle est morte à Boulogne-Billancourt le 11 juin 2017. La cérémonie religieuse s'est déroulée à l'église Sainte Lucie, Issy-les-Moulineaux.

## Filmographie

### Monteuse
- 1957 : Les Mistons de François Truffaut
- 1958 : Les Anneaux d'or de René Vautier
- 1959 : Tous les garçons s'appellent Patrick ou Charlotte et Véronique de Jean-Luc Godard
- 1960 : À bout de souffle de Jean-Luc Godard
- 1960 : Tirez sur le pianiste de François Truffaut
- 1960 : Charlotte et son jules de Jean-Luc Godard
- 1963 : Cuixart, permanencia del barroco de Jean-André Fieschi
- 1968 : Les Contrebandières de Luc Moullet
- 1969 : Ma nuit chez Maud d'Éric Rohmer
- 1970 : Le Genou de Claire d'Éric Rohmer
- 1971 : La Débauche de Jean-François Davy
- 1972 : L'Amour l'après-midi d'Éric Rohmer
- 1972 : L'Italien des Roses de Charles Matton
- 1974 : Le Seuil du vide de Jean-François Davy
- 1975 : Dreyfus ou l'Intolérable Vérité de Jean Chérasse
- 1975 : Lily aime-moi de Maurice Dugowson
- 1976 : Il pleut sur Santiago de Helvio Soto
- 1976 : La Marquise d'O... d'Éric Rohmer
- 1976 : Flocons d'or de Werner Schroeter
- 1978 : Perceval le Gallois d'Éric Rohmer
- 1978 : Barbe Bleue d'Olivier Gillon
- 1978 : La Prise du pouvoir par Philippe Pétain de Jean Chérasse
- 1981 : La Femme de l'aviateur d'Éric Rohmer
- 1982 : Le Beau Mariage d'Éric Rohmer
- 1983 : Pauline à la plage d'Éric Rohmer
- 1984 : Les Nuits de la pleine lune d'Éric Rohmer
- 1989 : Natalia de Bernard Cohn
- 1993 : Parpaillon de Luc Moullet

### Réalisatrice
- 1957 : Les Réfugiés avec Hédi Ben Khalifa
- 1965 : Le Passage
- 1984 : Italie aller retour
- 1984 : Une soirée perdue
- 1986 : Edwige et l'amour
- 2009 : Renault-Seguin, la fin
- 2011 : La Distribution de pain
- 2016 : René ou le roman de mon père